# Нахичеванский троллейбус
Нахичеванский троллейбус — закрытая троллейбусная сеть города Нахичевань в Азербайджане, действовала с 1986 года по 2004 год.

## История
Троллейбусная линия была открыта 3 ноября 1986 года. В апреле 2004 года последний кольцевой маршрут был закрыт, троллейбусные машины в связи с резкой потребностью в металле были разрезаны, а контактный провод и опоры демонтированы во время ремонта дорог.
Почти за 18-летнюю историю троллейбусного сообщения в Нахичевани было построено 3 маршрута, а инвентарь подвижного состава достиг 29 единиц троллейбусов ЗИУ-682В.

## Список маршрутов[2]
- № 1 Железнодорожный вокзал — Больница — Железнодорожный вокзал (полукольцевой)
- № 2 Железнодорожный вокзал — площадь Короглу — Автовокзал — Железнодорожный вокзал (полукольцевой)
- № 3 Дворец культуры — Больница — Дворец культуры (полукольцевой)